# 계급협조론
계급협조론(영어: Class collaboration)은 국가 아래서 노동자와 자본가 사이의 협조를 중요시하게 생각한다는 이론이며, 계급 투쟁과 반대되는 개념이다. 노동자와 자본가 간의 계급 투쟁과 같은 사회 현상은 개인의 이익만을 추구하는 것이기 때문에 있어서는 안 될 사회현상이라고 주장한다. 동의어로는 노사협조주의라고도 하며 계급협조주의라고도 한다.

## 개요
노사갈등으로 말미암은 파업사태와 계급 투쟁은 여러 방면에서 국가에 큰 불이익을 가져온다. 계급협조론은 국민은 국가에 예속된 인민으로 생각하기 때문에, 개개인의 이기심으로 인한 노사갈등을 허락하지 않는다. 또한, 계급협조론은 노사갈등뿐만 아니라 사회에서 나타나는 모든 관계까지도 포함한다. 이러한 계급 불평등 때문에 나타나는 인간의 이기심을 제한시키고 양계급의 조화를 이루어내 생산성을 향상하고 기업의 이윤을 높여서 궁극적인 목적으로 노동자들의 임금과 국민의 생활 수준을 높이고 사회 전체를 번영시켜야 한다고 주장한다. 계급협조론은 조합주의에서도 나타나 있고 후에 국가자본주의, 국가사회주의, 파시즘이란 사상의 핵심적인 원동력이 되었다.
그러나 카를 마르크스를 비롯한 공산주의자 그리고 생디칼리스트는 이 사상에 반대하는데, 그 이유는 노동자들을 최대한 착취하고 이용해 자본가와 정부를 구성하는 요인들이 순조롭게 연명하기 위해 만들어진 이론이라고 생각하였기 때문이다. 공산주의와 아나키즘은 원론적으로 무계급의 평등사회 지향하기 때문에 계급 불평등을 인정하고 그것을 이용하려는 계급협조론은 배제의 대상이 되었다. 계급협조론은 러시아 혁명에서 좌익에 속했던 볼셰비키와 우익에 속했던 멘셰비키의 구분 점이라고도 할 수 있는데, 볼셰비키에서는 계급협조론을 인정하지 않았기 때문에 프티 부르주아지들도 모두 처형할 것을 주장하지만, 멘셰비키는 계급협조론도 어느 정도 따라야 한다면서 프티 부르주아지와의 협력을 주장하기도 했다.

### 파시즘에서의 계급협조론
파시즘에서의 계급협조론은 민족주의적 측면에서의 계급협조론과 급진주의적 측면에서의 계급협조론이 있다. 민족주의적 측면에서의 계급협조론은 노동자와 자본가는 모두 같은 민족의 일원이기 때문에 조화를 이루어 모두 민족국가를 위해 봉사해야 한다고 주장하며, 이는 파시즘 특유의 조합주의로 이어졌다. 노사관계를 바라볼 때 각 개인보다 우월한 집합체는 '국가'이기에 각 사람은 개인의 이익보다 국가라는 최고 집합체를 위해 모두 봉사해야 하며 소득, 사회적 권위는 자신들의 자치능력에 따라 결정되는 것이다.
급진주의적 측면에서의 계급협조론은 다음과 같다. 인간 관계에서 모든 것이 평등해지거나 정부에서 인간 관계를 평등하게 하려고 불평등을 억제한다면, 인간은 자신의 자치능력을 더 강화할 이유를 느끼지 못해 정치적, 사회적, 문화적, 경제적 그리고 과학적으로 사회가 진화하지 못하고, 제자리 걸음을 한다. 따라서 인간의 불평등을 조장하고 더 나은 인간이 되려는 의욕심을 촉구시킬 만한 정책을 구상해야 한다고 주장한다. 그리고 이러한 사회진화가 이루어질 때 나오는 하류계급과 상류계급의 이기심이 후에 사회적 문제를 발생시키지 않으려면 철저한 계급협조론적 사고관을 가지고 주입시켜야 한다고 주장한다. 왜냐하면 하류층과 상류층의 계급 투쟁은 파시즘에서 숭배하는 국가라는 존재를 붕괴시킬 만큼 위험한 것이기 때문이다.

## 같이 보기
- 파시즘
- 조합주의
- 노사관계
- 사회 진화론
- 공산주의